# Lithraeus elegans
Lithraeus elegans là một loài bọ cánh cứng trong họ Bruchidae. Loài này được Blanchrd miêu tả khoa học năm 1851.